# Indian Councils Act 1909
Indian Councils Act 1909, även känd under namnet Morley-Mintoreformen, var en brittisk lag stiftad 1909 att gälla som regeringsform för Brittiska Indien. Den utformades för att ge infödda indier vidgade funktioner i central och regional förvaltning i landet. I och med denna lag kom de infödda att väljas, inte utses, till de lagstiftande råd som fanns i Indien. Fortfarande kom dock utsedda brittiska ämbetsmän under ledning av vicekungen att ha politisk kontroll över Indien.
Även om rösträtten i och med lagen var begränsad till de besuttna klasserna i Indien, var det en milsten i Indiens politiska historia. Nu fanns en legitimerad opposition till de brittiska ämbetsmännen, och efterhand kunde rösträtten på lokal nivå utan större åthävor utvidgas till större grupper.